# Hyles annei
Espèce
Hyles annei est une espèce de lépidoptères (papillons) appartenant à la famille des Sphingidae.

## Répartition et habitat
L'espèce est connue au Chili, en Bolivie, dans l'ouest du Pérou, au sud de l'Equateur et en Argentine.

## Description
- Les chenilles ont une taille d'environ 60 mm.

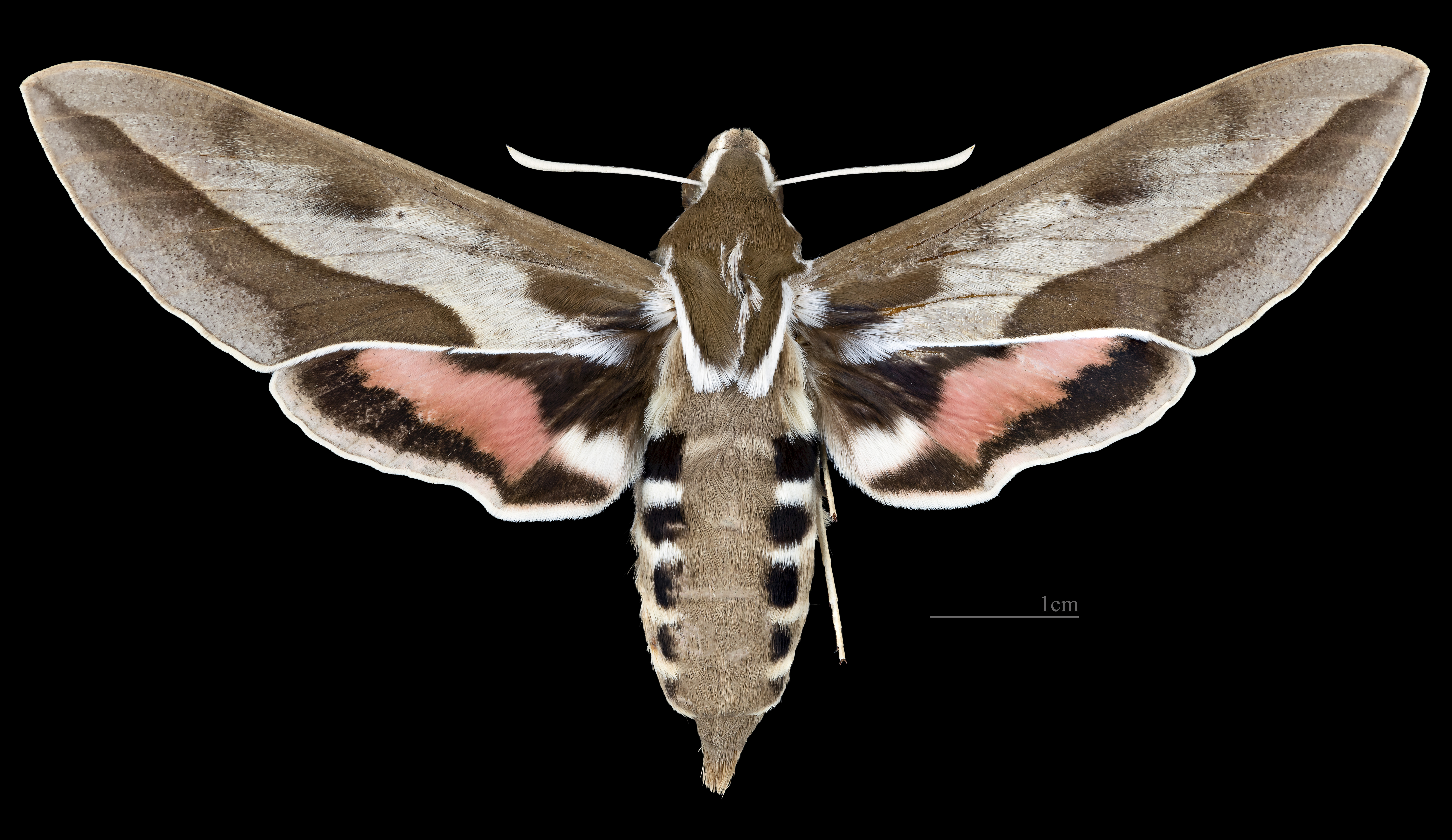
Avers de la femelle (coll.MHNT)
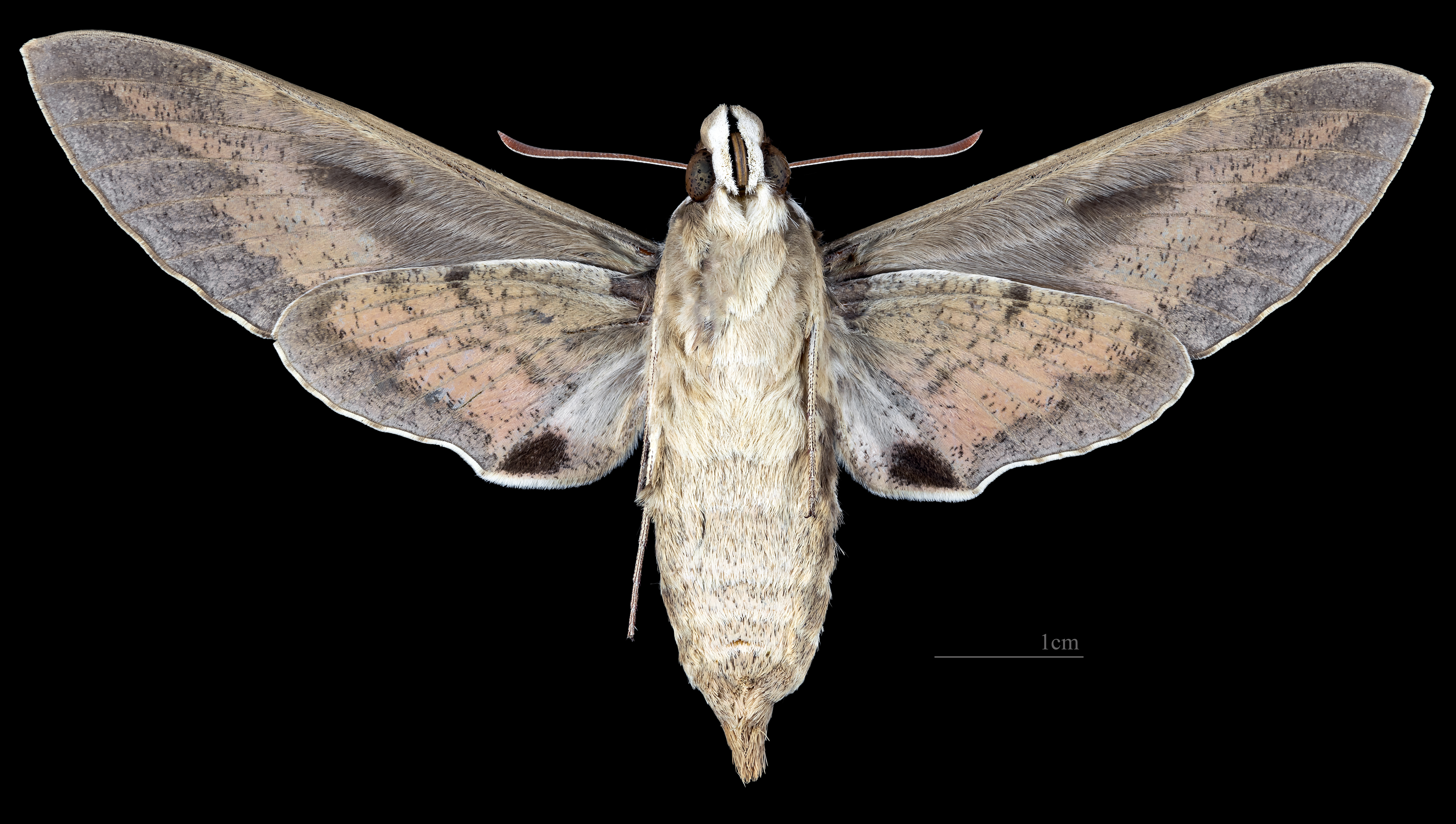
Revers  de la femelle (coll.MHNT)

## Biologie
Les adultes volent de janvier à août et probablement les autres mois.
Les hôtes larvaires sont inconnus, mais les chenilles se nourrirent probablement d'un large éventail de plantes, notamment Epilobium, Mirabilis, Oenothera, Vitis, Lycopersicon, Portulaca, Fuchsia, Gaura lindheimeri, Alternanthera pungens et Euphorbia dentata ou de plantes apparentées trouvées dans un climat sec.

## Systématique
L'espèce Hylies annei a été décrite par l'entomologiste français Félix Édouard Guérin-Méneville en 1839, sous le nom initial de Sphinx annei.
- La localité type est Santiago du Chili.

### Synonymie
- Sphinx annei (Guérin-Méneville, 1839) Protonyme